# Sholden
Sholden – wieś w Anglii, w hrabstwie Kent, w dystrykcie Dover. Leży 21 km na wschód od miasta Canterbury i 109 km na wschód od centrum Londynu. Miejscowość liczy 1643 mieszkańców.